# Жаклін Леллінг
Жаклін «Жака» Леллінг (нім. Jacqueline Lölling) — німецька скелетоністка, олімпійська медалістка, чемпіонка світу та Європи, чемпіонка юнацьких Олімпійських ігор.
Леллінг виграла численні перегони і чемпіонати, у тому числі перші зимові юнацькі Олімпійські ігри в 2012 році та чемпіонат світу 2017 року. Срібний призер зимових Олімпійських ігор 2018 року у Пхьончхані (17 лютого 2018 року).

## Початок виступів
Вона почала виступати в скелетоні у віці 12 років і була обрана до національної збірної Німеччини в 2009 році.
У 2010 році вона виграла перші два міжнародні перегони у п'ятнадцятирічному віці на Кубку Європи Cesana Pariol.
Її особистий тренер Кеті Віхтерле. Спортсменка їздить на санях FES. Коли Леллінг не бере участі у змаганнях вона працює у Федеральній поліції Німеччини.

## Помітні результати
Леллінг виступала на Інтерконтинентальному Кубку у сезонах з 2011/2012 до 2014/2015 років, виборовши три золоті медалі. Також вона виграла Юніорський чемпіонат світу в 2014 році Вінтерберзі та в 2015 році в Альтенберзі.
Потім, замість продовження виступів серед юніорів вона перейшла у дорослий спорт ще в сезоні 2014/2015 року і виборола срібну медаль на чемпіонаті світу у Вінтерберзі (серед дорослих споросменів). Вона також виступала на чемпіонаті світу зі скелетону  2015—2016 років. Леллінг п'ять разів піднімалась на п'єдестал переможців, піднявшись у загальному рейтингу чемпіонату світу на друге місце з 1550 балами, пропустивши лише напарницю Тіну Германн.
Леллінг вперше перемогла на етапі Кубка світу зі скелетону в Альтенберзі в сезоні 2016—2017, після чого виборола срібло у Вінтерберзі, поступившись Елізабет Ватхей з Канади на чемпіонаті Європи в 2017 році.
Вона також виграла передолімпійські тестові змагання в Пхенчхані і гонки у Кенігсзе на шляху до загального Кришталевого глобуса в сезоні 2016—2017 років.
У сезоні 2017—2018 років Леллінг виграла гонки у Вістлері, Вінтерберзі та Альтенберзі, а четвертий в Іглі. Крім того, в Іглсі вона також на чемпіонаті Європи 2018 року  була другою, поступившись Олені Нікітіній з Росії.

## Результати Кубка світу
Всі результати отримані в рамках змагань Міжнародної федерації бобслею та скелетону (IBSF)..
| Сезон   | 1     | 2     | 3      | 4     | 5             | 6     | 7             | 8           | Бали | Загальне місце |
| ------- | ----- | ----- | ------ | ----- | ------------- | ----- | ------------- | ----------- | ---- | -------------- |
| 2015–16 | ALT 3 | WIN 2 | KON1 2 | LKP 8 | PKC 7         | WHI 3 | Санкт-Моріц 4 | KON2 2      | 1550 | 2-ге           |
| 2016–17 | WHI 2 | LKP 5 | ALT 1  | WIN 2 | Санкт-Моріц 8 | KON 1 | IGL 9         | Альпензія 1 | 1591 | 1-ше           |
| 2017–18 | LKP 8 | PKC 3 | WHI 1  | WIN 1 | IGL 4         | ALT 1 | Санкт-Моріц 6 | KON 1       | 1628 | 1-ше           |